# Joao Quiñónez
Joao Fernando Quiñónez Araujo, noto semplicemente come Joao Quiñónez (Guayaquil, 15 maggio 1999), è un calciatore ecuadoriano, difensore dell'Emelec.

## Carriera

### Club
Ha giocato nella prima divisione ecuadoriana.

### Nazionale
Con la nazionale Under-20 ecuadoriana ha preso parte al Sudamericano Under-20 2019.